# Kung Wu av Zhou
Kung Wu (周武王; Zhōu Wǔwáng) var den första kungen och grundare av den kinesiska Zhoudynastin (1046–256 f.Kr), och regerade Kina från 1046 f.Kr. till 1043 f.Kr.. Hans personnamn var Ji Fa (姬發).
Kung Wu var andra son till Kung Wen som var härskare över folkgruppen Zhou, som blivit en maktfaktor under slutet av Shangdynastin. Hans äldre bror hade dödads av Shangdynastins kung Di Xin, vilket gjort Wu till tronföljare, och efter faderns död runt 1050 f.Kr. fick han makten över Zhou.
Kung Wu besegrade Shangdynastins sista kung Di Xin 1046 f.Kr. vid slaget vid Muye. Di Xin flydde efter förlusten och brände sig själv till döds, varefter Kung Wu högg av hans huvud. Wu hade därmed fått Himlens mandat att styra landet. Han införde titeln kung (王), utropade sig som Kung Wu av Zhou och grundade den extremt långvariga Zhoudynastin (1046–256 f.Kr.). Shangdynastins ättlingar gjordes till prinsar underordnade huset Zhou.
Kung Wu sattas upp sin huvudstad i Haojing (dagens Xi'an) i Shaanxi. Riket delades upp i förläningar vars styre fördelades mellan kungen släktingar och lojala vänner som fick titlar som hertig (公) eller Markis (侯). Kungens bror Hertigen av Zhou blev tilldelad Lu.
Efter sin död 1043 f.Kr. efterträddes han av sin son Kung Cheng.